# Municipio Mariño (Nueva Esparta)
Mariño es uno de los 11 municipios del estado Nueva Esparta. Está ubicado al este de la isla de Margarita y tiene una superficie de 39 km² y una población de 140 504 habitantes (INE 2023). Su capital es Porlamar, la principal ciudad comercial del estado. Su puerto es la amplia bahía de Guaraguao, protegida de los vientos del NE por el cabo El Morro. Atraviesa la localidad el río El Valle, de escasas aguas durante gran parte del año. La temperatura media es de 27 °C con extremas de 37 y 18,5 °C. Las precipitaciones medias anuales son de 512 mm.

## Historia

### Héroe epónimo

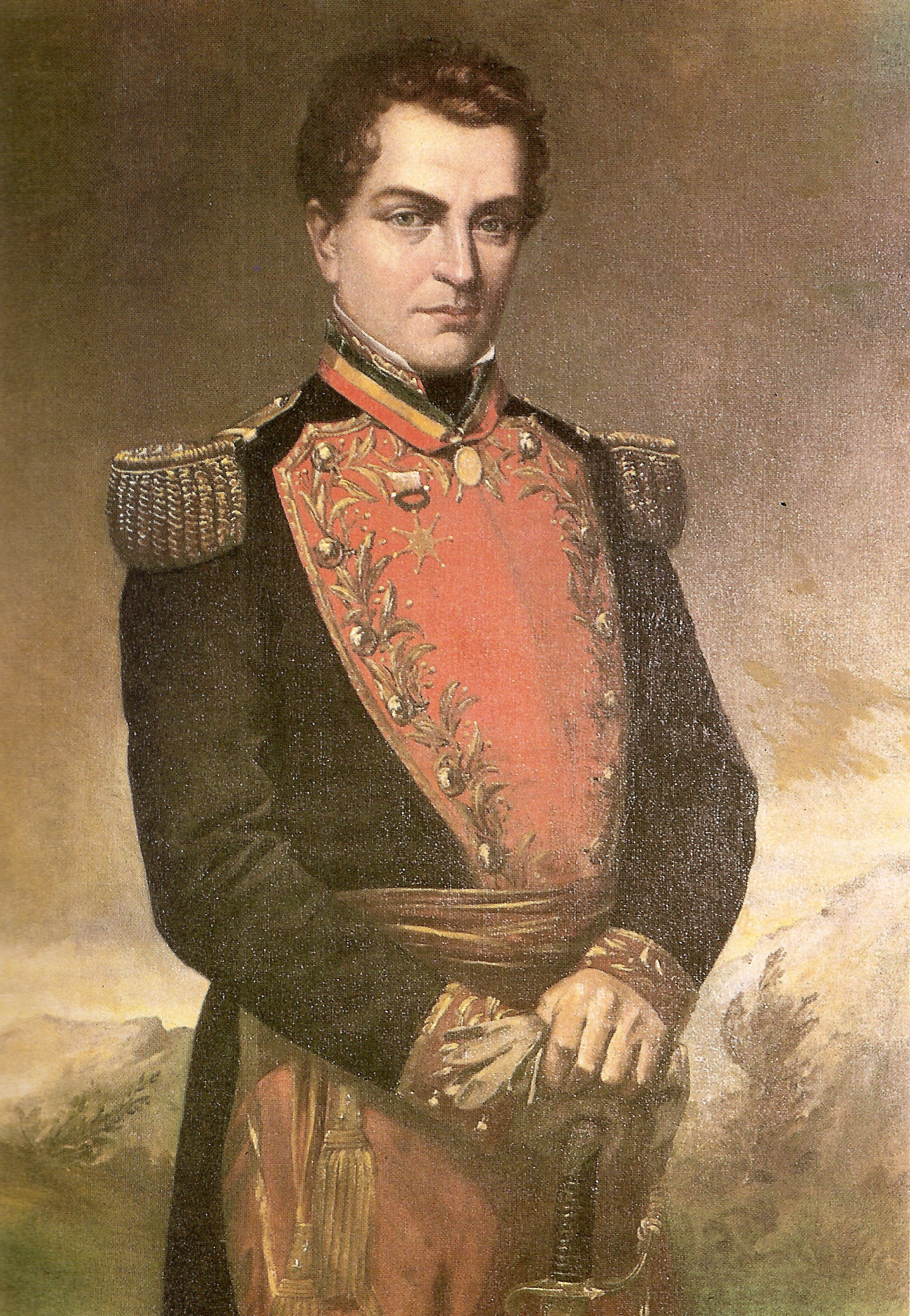
General Santiago Mariño.

El Municipio Santiago Mariño, del Estado Nueva Esparta, debe su nombre a la figura de un hombre nacido en esta tierra insular (Valle del Espíritu Santo), el 25 de julio de 1788, que al pasar del tiempo se convirtió en un prócer de la Historia Venezolana, el General en Jefe Santiago Mariño.
Según los retratos al óleo de su tiempo, Santiago Mariño era un hombre de gallarda presencia, con una mirada decidida y una postura que reflejaba carácter. Desde muy joven mostró un profundo compromiso con la libertad de su patria. De origen noble y con una sólida formación cultural, Mariño parecía tener desde temprano una clara conciencia de su destino, de su región y del mundo que lo rodeaba.
Junto a su hermana, la valiente Concepción Mariño, se unió a la causa patriota. A los 22 años, recibió el grado de capitán por su participación en la lucha por Guayana, bajo el mando de Manuel Villapol. Su valor fue tal que, apenas dos años después, en 1812, durante los días de la Capitulación, ya ostentaba el rango de coronel.
El 11 de enero de 1813, lideró un grupo de jóvenes —en su mayoría margariteños— que partieron desde Chacachacare para tomar por sorpresa la población de Güiria. A medida que avanzaban, más pueblos del oriente venezolano se sumaban a su causa. Así se formó un batallón popular, armado con espadas y machetes, que terminaría siendo clave en el apoyo a Simón Bolívar durante los momentos más críticos de la Campaña Admirable, especialmente en el sitio de San Mateo. En ese contexto, Bolívar reconoció públicamente el valor del ejército de Mariño.
Mariño fue vencedor en Guiriorapa, Maturín, Carúpano y Cumaná, y en 1814 logró una importante victoria sobre José Tomás Boves en la Batalla de Boca Chica. Poco después, sus tropas se unieron nuevamente a las fuerzas de Bolívar en La Victoria y en la Primera Batalla de Carabobo.
Sin embargo, la guerra también trajo reveses. Tras la derrota en La Puerta, Bolívar y Mariño, perseguidos incluso por antiguos aliados, se vieron obligados a huir juntos hacia el oriente del país, desde donde más tarde lograron salir al exilio.
La vida de Mariño no fue menos intensa en el terreno político. Fue protagonista de numerosos episodios, vivió varios exilios y, aunque en un principio apoyó a José Antonio Páez en su proyecto separatista frente a la Gran Colombia, más tarde se convirtió en su opositor tras la muerte de Bolívar.
Falleció en La Victoria, estado Aragua, en 1854, alejado de la vida pública.
La historia le reconoce no solo su papel como Libertador del Oriente, sino también el haber sido la primera voz en alzarse en defensa del nombre y la memoria de Simón Bolívar. Su lucha incansable por restituir el honor del Libertador ayudó a consolidar la figura de Bolívar como el Padre de la Patria, tal como hoy lo conocemos.

## Geografía

### División territorial

Estado Nueva Esparta, Isla de Margarita.

Para el año 1830, Porlamar pertenecía al Cantón Asunción, así continua hasta 1872 cuando sé transforma en departamento. En 1881 pertenece al Distrito Arismendi, capital: La Asunción. El 1 de diciembre de 1890, los vecinos de Porlamar y el Valle del Espíritu Santo, presentaron a los legisladores del Grande Estado Miranda, una exposición en la cual pedían la reforma de la Ley División Territorial de dicho estado en el sentido de que se erigiera un distrito más en que estuvieran comprendidos los mencionados municipios.
Para satisfacer esta solicitud, con fecha 3 de enero de 1891, la legislatura sancionó una Ley de División Territorial puesta en ejecución el 14 de enero, la cual creaba el Distrito Mariño. Así leemos en el párrafo 25 del artículo 2 de dicha ley: Se crea un nuevo distrito compuesto de los municipios Porlamar y Valle del Espíritu Santo. La cabecera será Porlamar, y este distrito se denominará Mariño.
Con fecha 1 de febrero de 1891, a las 8:00 p. m. se constituyó el primer Concejo Municipal del Distrito Mariño. De acuerdo a la Ley de División Político Territorial sancionada por la Asamblea Legislativa, el 10 de diciembre de 1987, desapareció el Distrito Mariño y surgió el Municipio Autónomo Mariño, cuyos límites están contemplados en el Artículo 13 de dicha ley y que comprende a la ciudad de Porlamar y sus barrios. Según Ley de División Político Territorial de fecha 19 de septiembre de 1990 desaparece la figura de Municipio Autónomo y surge el Municipio Mariño, cuyos límites están comprendidos en el artículo 16 de dicha ley. Este Municipio posee una única parroquia denominada CM. PORLAMAR.
La Isla Blanca es parte del municipio.

### Demografía
| Año                                                          | Cantidad |
| ------------------------------------------------------------ | -------- |
| 2010                                                         | 51 922   |
| 2011                                                         | 52 438   |
| 2012                                                         | 52 921   |
| 2013                                                         | 53 370   |
| 2014                                                         | 54 805   |
| 2015                                                         | 54 229   |
| 2016                                                         | 54 629   |
| 2017                                                         | 55 010   |
| 2018                                                         | 55 375   |
| 2019                                                         | 55 730   |
| 2020                                                         | 56 069   |
| Total                                                        | 45 748   |
| Nota: Proyecciones de población con base en el censo de 2001 |          |

## Infraestructura

### Servicios públicos
Una de las deficiencias en los últimos años es la recolección de desechos sólidos y el alumbrado público en algunos sectores del municipio. Servicios gestionados por Corpoelec y a la alcaldía de Mariño.

## Símbolos

### Bandera
Diseño: Solangel Gómez Camacho

Rectángulo dividido horizontalmente en partes iguales anexándole semicírculo en ángulo inferior izquierdo de su primera franja superior incluyéndole iconos de nuestra ciudad y estrellas en la unión de ambos rectángulos.
Primer Rectángulo de color azul representando la pureza de nuestros cielos, el amor a la verdad y la justicia.
Segundo Rectángulo de color verde aguamarina que representa el mar que bordea nuestras costas y la inmensidad del mismo.
Semicírculo de color amarillo que representa el astro rey que iluminan las bondades de nuestro municipio.
Tres (3) Estrellas igualmente de color amarillo. De izquierda a derecha: la primera representa el gentilicio Porlamarense. La segunda la actividad turística. La tercera el progreso alcanzado por la laboriosidad del pueblo.
Iconos de color Negro:
El Faro de la Puntilla recia estructura que se alza como guía de nuestras costas y patrimonio histórico de nuestra ciudad.
Iglesia San Nicolás de Bari otro de nuestros patrimonios históricos situado en el centro de la ciudad representando la devoción y fe cristiana del porlamarense.

### Escudo
Diseño: Rafael Rivero Oramas

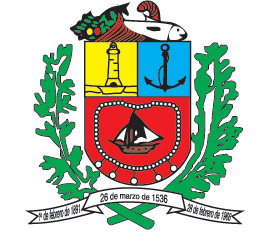

El Escudo de Armas del Municipio Mariño está dividido horizontalmente por la mitad, con su parte superior dividida en sentido Vertical, por el centro, compuesto por tres cuarteles.
Ornamento Superior: Amanera de timbre superior una cornucopia desbordando frutas hacia el ángulo externo del cuartel de la diestra del escudo y un pez en la misma posición, pero sentido inverso, enlazando su cola con la cornucopia encima del cuartel siniestro, en sus colores naturales símbolos de los productos del mar como de la tierra del Municipio Santiago Mariño.
Ornamentos Laterales: Como lambrequines, una rama de algas marinas se eleva desde abajo de la punta del Escudo, bordeando el flanco derecho del mismo, mientras otra de una variedad distinta igual lo hace del lado izquierdo. Ambas ramas de algas son de color verde y entrecruzan sus extremos inferiores dando testimonio de la promisoria riqueza del mar.
Primer Cuartel (Derecho): Ostenta sobre campo azul, un ancla de sable (negro) adornada con cabo de cuerda en esmalte de oro. Aquí, el ancla representa la vida marina, la firmeza, protección y la confianza, el apego de los hombres al mar. El azul es símbolo igualmente del mar y el cielo, de la lealtad, del amor a la verdad, de la justicia.
Segundo Cuartel (Izquierdo): Lleva campo de oro, un faro en sus colores originales, el oro simboliza riqueza, poder, magnanimidad, nobleza. El faro guarda el significado de guía, seguridad y responde, a la familia y recia estructura que alza en las costas del pueblo de Porlamar, ciudad capital del Municipio.
Tercer Cuartel (Inferior): En el campo guíes (rojo), color que entraña victoria, fortaleza, audacia, elevación de espíritu y, en alusión a la principal riqueza de la Isla, en sus colores naturales, un collar de perlas, desplegado, haciendo orla que en cierra en su centro un barco pesquero trespuños, con casco de oro y velamen de plata, en su vela más amplia luce rostro de Nuestra Señora del Valle.
Bajo el Escudo: Sobre las puntas inferiores, entrecruzadas de las algas, en una cinta o listón desplegadas en tres cuerpos, a manera de lema o divisa, van tres fechas, empezando por la derecha del blasón: 1 de febrero de 1891, 26 de marzo de 1536 y 28 de febrero de 1966. Estas tres fechas, se refieren respectivamente y en orden, a la creación del Distrito Mariño, a la fundación de la Ciudad de Porlamar y a la promulgación del decreto sobre el escudo correspondiente por el Ilustre Concejo Municipal del Distrito Mariño del Estado Nueva Esparta.

### Árbol
El Almendrón fue decretado como el Árbol Emblema del Municipio Santiago Mariño, Decreto N°05 de fecha 26 de marzo de 2002, se realizó un censo para cuantificar la presencia de este árbol en el Municipio, cuyo resultado fue de más de 200 ejemplares.
Se ha realizado una siembra de más de 400 árboles de esta especie en plazas, parques, avenidas, calles y escuelas del Municipio.
El Almendrón, como es conocido en Venezuela, es denominado científicamente como Terminalia catappa, que en otras zonas geográficas del continente se conoce como almendro hindú, almendro tropical, bengalí, entre otros. Su origen no ha sido determinado pero se cree procede de India, Malasia o Nueva Guinea. El árbol fue introducido en Jamaica en 1790, de donde pasó a otros países de América, incluyendo Las Antillas y desde la Florida, EE. UU., hasta Brasil y Perú.
Las ramas nacen en verticilos regulares, formando pisos. El fruto es una drupa de forma aovada, alargado, poco jugoso o carnoso, que contiene una almendra invertida, comestible, tanto la pulpa exterior como la almendra de la semilla, de la cual se obtiene un aceite igualmente comestible. Su madera se utiliza en carpintería y en la fabricación de cajas.
Uso medicinal:
- Las hojas del almendrón se usan como vermífugo.
- El cocimiento de su corteza actúa contra la fiebre, diarrea y disentería.
- Las almendras son usadas para combatir el asma.
- El aceite del fruto se usa para curar enfermedades pectorales.

## Economía
Se basa en la actividad comercial y turística, caracterizada por la abundancia de tiendas, comercios en general, y centros comerciales, financieros e históricos, como también la pesca artesanal.
La actividad económica se concentra en los bulevares Guevara y Gómez, Av. 4 de Mayo, Av. Santiago Mariño, Av. Bolívar, Calle Igualdad, entre otras localidades. Así como grandes estructuras comerciales: Parque Costa Azul, La Vela, Jumbo Ciudad Comercial, Galería Fenter, por nombrar algunos. 
También cuenta con mercados populares como el Mercado de Punda o de Los Cocos, ubicado en Porlamar, donde se puede comprar diferentes especies de pescado, como mero, pargo, raya, entre otras. De igual forma, tienen una participación muy importante en el sector pesquero de la Isla de Margarita. Conformado principalmente por 6 consejos de pescadores, Playa Valdés, Bella Vista, Los Cocos, Incemar, El Silguero y El Cuarto. 

### Turismo

#### Lugares de interés
El 9 de diciembre de 1901, por iniciativa privada, y en vista de que Porlamar carecía de una plaza pública, se formó una Junta para recoger fondos y llevar a cabo esta obra: se hicieron rifas, verbenas, veladas musicales, obras de teatro y se logró que las multas que imponían las autoridades municipales también formaran parte de estas colectas.
El 2 de octubre de 1902, se comienza la obra: se trazó el cuadrilátero, se arborizaron las avenidas, se cercó con alambre de púas para que los chivos no se comieran las maticas. Para esto se había recogido la cantidad de 628,00 Bolívares, de los cuales se gastaron 476,00 Bolívares. Trabajaron en la obra, Leonardo Ramos, Policarpo Guerra, Ignacio Suárez, Felipe Guilarte y Julián Julia, entre otros.
El 3 de abril de 1903, a las 7 de la noche, el Presbítero, Dr, Silvano Marcano Malaver, bendijo la primera lámpara de gasolina para el alumbrado nocturno de la ya bautizada "Plaza San Nicolás de Bari"; acto este que fue clausurado por el Doctor Luis Felipe Hernández.
El 19 de septiembre de 1908, se inauguraron seis faroles más y un banco.
El 19 de abril de 1910, se inauguró la primera avenida pavimentada.
Todavía hasta el año 1.921 se le colocaban lámparas de gasolina recibidas por donación.
El Ejecutivo del Estado Nueva Esparta, encabezado por el General José María Bermúdez, mediante Decreto del 12 de octubre de 1921, dispuso que la Plaza "San Nicolás de Bari" se denominara Plaza "Bolívar" y que se erigiera en ella un busto de El Libertador.
El 19 de diciembre de 1922, un nuevo Decreto del Ejecutivo del Estado, firmado por el mismo General Bermúdez, dispone que en vez de un busto, se erija un monumento de bronce del Padre de la Patria, acción esta que no se cumplió.
El 2 de marzo de 1,925, se decretó levantar una columna para colocar un busto de El Libertador, La primera piedra se colocó el 5 de marzo de dicho año. Se colocó el busto que permaneció hasta el año 1945 cuando fue donado por la Municipalidad del Distrito Marino, presidida por el concejal Andrés Hernández Murguey, a la población de Los Robles, en cuya Plaza Bolívar está.
En 1.944 fue modernizada la Plaza Bolívar. Se nombró una comisión especial conformada por el Dr. Luis Felipe Hernández, presbítero Dr. Críspulo Benítez Fontúrvel, y Pedro Celestino Vásquez y Vásquez quienes se entrevistaron con el presidente de las República, general Isaías Medina Angarita para solicitarle que donara a la ciudad de Porlamar la estatua de El Libertador que había sido desmontada de la Universidad Central de Venezuela.
El 18 de enero de 1945 se comenzaron los trabajos para construir el pedestal donde sería colocada la estatua, que, después de múltiples diligencias, del Concejo Municipal, se logró su donación. La maqueta de este pedestal la realizó el Escultor porlamarense Francisco Narváez y la obra fue construida por el Maestro de Obras, Don Pablo Norberto González, y que posteriormente fuera sustituido por el actual, diseñado por el arquitecto José Fontúrvel Rivera.
El 27 de enero de 1945, fue desembarcada en el puerto de esta ciudad, la estatua de El Libertador, hecha por Rafael de la Cova, que sería colocada en la Plaza Bolívar. Llega a las playas de Porlamar traída desde la Guaira en la balandra "Estrella de Mar", capitaneada por su dueño Jesús Suárez, experto marinero guaiquerí, quien no cobró el flete correspondiente por su traslado.
El 14 de marzo de 1945, el presidente General Isaías Medina Angariía vino personalmente a inaugurar el pedestal y la estatua de Bolívar que, hoy exhibimos con orgullo y que fuera cantada en su oportunidad por José Martí.

#### Playas
- Playa Moreno "Sector Caracola".
- Playa Valdez.
- Playa Bella Vista.
- Playa El Morro (Concorde).

## Cultura

### Personajes Neoespartanos
- Pedro Celestino Vasquez y Vasquez. Poeta, escritor, literario Neoespartano.

Poeta, periodista, escritor y defensor sociocultural de su estado natal. Pedro Celestino Vásquez y Vásquez nació el 24 de septiembre de 1907 en Porlamar, estado Nueva Esparta, Venezuela. Siendo sus padres Pedro Celestino Vásquez y María Inocente Vásquez López, nacida en Juangriego. Huérfano desde muy joven enfrentó las adversidades de la vida insular con una sensibilidad que luego se vería reflejada en su obra literaria y periodística. Desde su adolescencia mostró un agudo interés por la escritura, la historia patria y la defensa del pensamiento crítico. Su voz y su pluma se convirtieron en referentes ineludibles de la identidad cultural neoespartana.
Pedro Celestino Vásquez y Vásquez contrajo nupcias con Hercilia Mancera, con quien procreó una familia numerosa y solidaria. Juntos tuvieron varios hijos: Jesús Alberto, María del Valle, Pedro Celestino y Antonio José. Su hogar fue un espacio de diálogo, libros, ideales y formación ciudadana. Ellos continuaron el legado intelectual patriarcal, cultivando también, el saber y el sentir, lo que evidencia la vocación por la escritura que corría en su sangre.
Trayectoria literaria y compromiso cultural.
A lo largo de su vida, Pedro Celestino Vásquez y Vásquez se consolida como un bardo, periodista y ensayista, profundamente vinculado con el devenir social y político de Margarita. Fue autor de una obra lírica anclada en la contemplación del mar, los afectos íntimos y las tensiones de su tiempo. Su palabra fluía con naturalidad entre el paisaje insular y la conciencia colectiva de su pueblo.  En el género poesía se destacan:
·        Voces Andariegas (Versos) La Asunción 1958. Imprenta del Estado Nueva Esparta. 
·        Renuevos (Poemas) Caracas 1967. Litografía Sonolito C.A. 
·        Rincón Intimista (Poesías) Bogotá 1975. Editorial Guadalupe. 
·        Presencia Marina (Poemas) Caracas 1984. Talleres de la Asociación de Escritores de Venezuela. 
·        La Escala de Jacob (Cuaderno de Reflexiones) Caracas 1988. Talleres Litográficos de Impresos Omar.
·        Antología Personal Caracas 1982. Tipografía Principios. 
·        Signos de Amor y Esperanza. Año 2007. Publicado Post Morten
En estos textos, su voz poética transita entre la evocación nostálgica, la defensa del terruño y la introspección del alma insular. Pero no sólo cultivó la poesía, sino que escribió biografías de próceres y, otros ilustres neoespartanos:
·        Ideal de una vida. Semblanza del General José María Bermúdez. Caracas 1975. Editorial San José. 
·        “Una vida ejemplar. Un hombre en su lucha por el buen nombre y autenticidad de su pueblo”. Semblanza de Jesús Rafael Leandro Moreno. Caracas 1983. INCARE. Edición del Instituto Superior de Capacitación de Recursos Humanos
·        Valores Margariteños. Espacial de la Revista margariteña de la cultura “Don Napoleón Narváez”. Nueva Esparta. Año 1975. Tipografía Vene-Vasco. Caracas.
·        Paradigma de Hidalguía. Rasgos biográficos del General José Asunción Rodríguez, Caracas 1986. Talleres Litográficos de Impresos Omar.
                                                               Otros Escritos.
Margariteñerías es una revista antigua, independiente y cultural del estado Nueva Esparta, y se presenta todavía como un medio pensado para defender y preservar el patrimonio cultural margariteño. En algunas de sus ediciones a Pedro Celestino Vásquez y Vásquez se le mencionaba sus escritos y artículos. Fundada en el pasado siglo por el escritor Felipe Natera Wanderlinder, figura destacada en el ámbito cultural local, conocido como "El Quijote de la Cultura Neoespartana".
Consideraciones en torno a la inmigración. Caracas 1964.
La ciudad que se resistió a desaparecer y es hoy la Metrópoli de la Esparta de América. Discurso de orden, La Asunción 1977. 
Discurso de orden pronunciado por Pedro Celestino Vásquez y Vásquez con motivo de estar cumpliendo cien años de existencia el Concejo del Municipio Autónomo Mariño.  Isla de Margarita 1991. Ediciones Rescate
Documentos escritos en referencia a la creación de la Zona Franca del Estado Nueva Esparta, dan evidencia en que el escritor es uno de los más importantes propulsores de la Zona Franca. Luego transformada en Puerto Libre.
En su género epistolar escribe bajo el seudónimo «El Caballero Neoespartano».
Prosa
“El espléndido y bondadoso corazón del escritor mide la dimensión de su tierra.
Destaca como prosista los méritos y aportes de sus coterráneos neoespartanos, en sus cuatro tomos “Noticias sobre personajes margariteños”. Menciona la fecunda labor de personajes de El Valle del Espíritu Santo, Juan Griego, La Asunción, Pampatar, Paraguachi, Porlamar, Punta de Piedras, Santa Ana del Norte y San Pedro de Coche.
Es P.C. Vásquez y Vásquez entregado a la patriótica y dignificadora labor de no dejar que se ignoren por las generaciones jóvenes los nombres del ayer, a él le debemos un momento de intensa emoción filial, al leer su loa, de notoria admiración hacia mi abuelo y maestro Dámaso Villalba Roblis.”  Escrito por Luis Villalba Villalba, Presidente de la Sociedad Bolivariana de Venezuela. Año 1976.
•           Noticias sobre personajes margariteños Vol. I. Bogotá 1976. Impreso por Editora Guadalupe.
•           Noticias sobre personajes margariteños Vol. II. Caracas 1978. Impreso por Tipografía Principios.
•           Noticias sobre personajes margariteños Vol. III. Caracas 1986. Impreso por Talleres Litográficos de Impresos Omar. 
•           Noticias sobre personajes margariteños Vol. IV. Caracas 1991. Impreso por Talleres Litográficos de Impresos Omar.
En Margariteñerías en octubre del año 1988, Cirio (Jesús Rosas Marcano) escribió unas décimas a Pedro Celestino Vásquez. Una de ellas relacionada con los árboles:
La Firmeza a Pedro arropa
fuerte como un Guayacán
y bueno como un Samán
por su generosa copa
su prosa fácil galopa
toda significación
diáfana de acentuación
porque Pedro Celestino
en su estructura es camino
afán, lucha y devoción.
Efraín Subero, escritor neoespartano, en febrero del año 1991 en referencia a Pedro Celestino Vásquez y Vásquez expresó “Para hablar de este poeta a uno se le sube la emoción a la cabeza, en este momento escribe una mano emocionada que lo hace a mano, como al mismo P.C. le hubiera gustado escribir.”  “La coda del que escribo quiere reconocer en Pedro Celestino Vásquez y Vásquez a uno de los grandes prosistas de la lengua castellana”
“El que lo dice sabe lo que dice”
Periodismo con conciencia
Vásquez y Vásquez tuvo una participación activa en diversos medios de comunicación nacionales y regionales, donde publicó artículos, ensayos, críticas y campañas culturales. Fue un cronista de su época que supo denunciar, proponer y sembrar ideas. Desde sus columnas abogó por el fortalecimiento de la educación, la cultura, el turismo y la pesca en Nueva Esparta.
Su pluma se caracterizó por su elegancia estilística, firmeza ética y una claridad que le permitía llegar al lector ilustrado y al pueblo llano. 
Distinciones
 Medalla con la efigie del Doctor Francisco Antonio Risquez, recibida de manos de la honorable viuda del sabio, Doña Eugenia Valery de Risquez, en reconocimiento porque bajo su presidencia fue creado el Premio Risquez por el Centro Cultural de Nueva Esparta, de Caracas. Año 1975.
Condecoración Orden al Mérito en el Trabajo, en su primera clase. Año 1977
Diploma de honor al mérito en el trabajo, en su primera clase.
Diploma de honor al mérito del ilustre Concejo Municipal del Distrito de Mariño de Nueva Esparta. Año 1977.
Diploma de miembro correspondiente del Centro de Historia de La Guaira. Estado Vargas. Año 1982.
Botón de oro y diploma, reconocimiento del Ministerio de Agricultura y Cría. Año 1963.
Orden al mérito de la República Italiana, en el Grado Caballero Oficial. Año 1962.
Reconocimiento como “Hijo Ilustre de Porlamar” otorgado por el entonces gobernador del Estado Nueva Esparta Doctor Virgilio Ávila Vivas. Año 1976.
Orden General en Jefe Santiago Mariño del Ilustre Consejo Municipal del Distrito Mariño del Estado Nueva Esparta. Año 1984.
Orden Francisco de Miranda, primera Clase. Año 1989
Premio Gobernación del Distrito Federal. Honor al Mérito. Gran Cordón. Año 1989.
Placa de la Dirección de Cultura del Estado Nueva Esparta, la Asociación de Escritores de Venezuela, Seccional Nueva Esparta y Casa de la Cultura Monseñor. Doctor Nicolás E. Navarro. Año 1982.
Diploma de la Asociación de Escritores de Venezuela, Seccional Nueva Esparta, que le confiere el nombramiento de Presidente Honorario. Año 1988.
Título de Maestro de Arte en las Ciencias, único existente en esa Clase en América Latina. Dado por el Instituto de Previsión Social del Trabajador Cultural y del Cine (INPREC). Año 1992.
Orden Andrés Bello, en Banda de Honor, Impuesta el 30 de julio. Año 1993.
Condecoración Francisco Fajardo. Año 1992.
Título de Maestro de Arte en la Literatura.
Anécdotas
La comisión especial que gestionó ante el presidente Isaías Medina Angarita la donación de la estatua de Simón Bolívar para la Plaza Bolívar de Porlamar, en el estado Nueva Esparta, estuvo conformada por tres miembros: Dr. Luis Felipe Hernández, Presbítero Dr. Críspulo Benítez Fontúrvel y Pedro Celestino Vásquez y Vásquez.
Se entrevistaron con el presidente Medina Angarita para solicitarle oficialmente que se donara la estatua que había sido desmontada de la Universidad Central de Venezuela, y que posteriormente fuera instalada en Porlamar. Estos trámites llevaron a que la estatua fuera entregada, el pedestal construido y, finalmente, la inauguración el 14 de marzo de 1945.
Durante la dictadura, fue perseguido y encarcelado por defender principios democráticos. No se doblegó ante la represión, y con su ejemplo inspiró a otros a resistir desde la cultura, la palabra y la dignidad.
También apoyó la consolidación del Puerto Libre, un proyecto de enorme impacto económico y social para la isla, demostrando así su capacidad de unir la visión cultural con el desarrollo tangible de su tierra.
En 1928 por iniciativa y gestión del centro benéfico de espartanos, se introdujo en la Isla de Margarita el fútbol. Dos fueron los instructores de fútbol en la isla, uno de ellos Arquímedes Rivera, el otro, Eduardo Hernández. Para asombro de muchos, un joven de apenas veintiún años llamado Pedro Celestino Vásquez y Vásquez se convirtió en el primer árbitro de fútbol de Margarita. 
Cuando el general José María Bermúdez ejerce por segunda vez el cargo de la Presidencia del estado Nueva Esparta, en fecha 3 de septiembre de 1931, luego de que el general Juan Vicente Gómez le estrechara la mano en muestra de confianza y, con cierta advertencia, en tono irónico le dijera: “Sus amigos me dicen que usted no es mi amigo, pero mis amigos me dicen que usted sí es mi amigo. Yo les creo.” El general Bermúdez toma posesión de su cargo y precisa a una persona que pudiera encargarse de dirigir con responsabilidad el semanario Heraldo de Margarita. Fija su mirada en aquél joven de veinticuatro años llamado Pedro Celestino Vásquez y Vásquez, de quien conoce sus andanzas libertarias y literarias.
Ante el ofrecimiento de ese trabajo y en procura de un buen consejo, Pedro Celestino acude a su «madre adoptiva», Panchita Figueroa, quien le recomienda que tantee la opinión de sus amigos y, sobre todo, que sopese si está en la capacidad de ejercerlo adecuadamente, tomando en cuenta que sólo contaba con veinticuatro años de edad.
Pedro Celestino Vásquez y Vásquez fue director de ese órgano de prensa desde el 13 de septiembre de 1931 hasta el 11 de febrero de 1933. También estuvo encargado de la Imprenta del Estado. El joven periodista ganaba para entonces 160 bolívares como director de la imprenta; algo similar debió ganar como director del Heraldo de Margarita.
Según los datos que se poseen, este periódico cerró sus talleres en 1935. Su último director, según se registra, fue el señor Pedro Ramón Marcano, gran amigo y compadre de Vásquez y Vásquez, a quien lo unió una larga y apreciada amistad.
Bajo la dirección de Pedro Celestino Vásquez y Vásquez, Heraldo de Margarita tuvo buena acogida de los lectores de la isla. Los quinientos ejemplares que se sacaban pronto se agotaban en virtud del interesante contenido de sus páginas. Durante las celebraciones de Semana Santa, un 23 de marzo de 1932, es el propio periodista, poeta y director de este popular periódico quien, con bondad en su corazón y creencia en Jesucristo, escribe en sus páginas un bello y religioso artículo titulado Camino del Gólgota. En una parte de su contenido expresa:
El divino Mártir en el afrentoso suplicio se convirtió en fanal. Y la nave de los siglos fijó en Él sus rumbos. Sin el principio cristiano la civilización carecería de base perdurable, por ser Jesús la moral alta y edificante.
Post Mortem
El 24 de septiembre del año 2007, con motivo de cumplirse el primer Centenario del natalicio de Pedro Celestino Vásquez y Vásquez, la Asociación de Escritores del Estado Nueva Esparta patrocinó el libro “Dimensión de los días”, impreso por Verbo Publicitario e Impresos C.A., Isla de Margarita. Destaca datos de la vida del escritor. Prólogo de Luis Emilio Romero, Presidente de la Asociación, quien expresa “Este libro recoge una pequeña parte de la extensa labor periodística del escritor margariteño, compilado por su hija María del Valle, quien se ha dedicado a la noble causa de volver a colocar entre nosotros a uno de los hombres de letras más importantes del siglo pasado neoespartano”. La presentación del libro se realizó en el Museo de Arte Contemporáneo Francisco Narváez en el mes de septiembre del año 2007. El conocido locutor venezolano Porfirio Díaz abrió el acto. Estuvo presente Edwin J. Murguey Marín, cronista de la ciudad de Porlamar.   
Durante la conmemoración del primer Centenario de su natalicio la Universidad de Oriente, Núcleo de Nueva Esparta, Delegación de Cultura y Extensión, editó un poemario de versos inéditos titulado “Signos de Amor y Esperanza” cuyo autor es Pedro Celestino Vásquez y Vásquez.  
El prólogo lo escribió el Doctor Ángel Félix Gómez, Director de la Academia de la Historia del Estado Nueva Esparta. Cronista del Municipio Marcano. Septiembre del año 2007.
Post Morten se le concedió de la Sociedad Progreso de la Asunción, la Orden “Maestro José Rafael Marcano Gil, en el Estado Nueva Esparta, en el mes de septiembre del año 2007.
Diploma de Reconocimiento Post Mortem otorgado por el Rector de la Universidad de Margarita, Maestría de Historia Regional y local de Venezuela. Año 2006
Homenaje post morten en la Universidad de Margarita por parte de la Peña Literaria “Guayoyo Café”. Año 2006.
Legado y memoria viva
Pedro Celestino Vásquez y Vásquez falleció en Caracas, el 2 de agosto de 1993, dejando tras de sí un legado vivo, profundo y aún vigente. Su vida fue testimonio de lucha por la justicia, por la cultura, por la dignidad de un pueblo insular que muchas veces fue postergado en la historia oficial.
Hoy su nombre evoca no solo a un poeta de líneas profundas, sino a un activista del alma margariteña, un arquitecto de la palabra que tejió puentes entre el pasado y el futuro, entre la tierra firme y el mar, entre la soledad del escritor y la esperanza de su pueblo.
Sus escritos, sus gestos cívicos y su profunda sensibilidad siguen siendo faro para quienes creen en la fuerza transformadora de la cultura.

### Museos
- Museo de Arte Contemporáneo Francisco Narváez, en Porlamar. Compuesto principalmente por esculturas y pinturas.[8]

### Centros culturales
1. Casa de la Cultura Ramón Vásquez Brito.

### Festividades
- 1 de enero: Celebración del Año Nuevo.
- 6 de enero: Reyes Magos. El Poblado.
- Carnavales en Porlamar.[9]
- Semana Santa (varía).
- 26 de marzo: Fundación de la Ciudad de Porlamar.
- 4 de mayo: Movimiento Independentista de Margarita.
- 13 de mayo: Nuestra Señora de Fátima. La Arboleda.
- 15 de mayo: San Isidro Labrador. Sector Conejero.
- 6 de junio: Sagrado Corazón de Jesús. Sector Costa Azul.
- 13 de junio: San Antonio de Padua.
- 16 de julio: Nuestra Señora del Carmen. Sector Genove.
- 31 de julio: Conmemoración de la Batalla de Matasiete
- 8 de septiembre: Nuestra Señora del Valle. Patrona de Oriente y de La Armada Venezolana, El Valle Del Espíritu Santo.
- 9 de septiembre: Día del Guaqueri. Sector El Poblado, Cruz Grande y Palguarime (Caserío Fajardo).
- 1 de noviembre: Día de todos los Santos.
- 2 de noviembre: Día de todos los Muertos.
- 9 de noviembre: Cumpleaños de María
- 6 de diciembre: San Nicolás de Bari. Porlamar.
- 25 de diciembre: Navidad.
- 28 de diciembre: Día de los Inocentes.
- 31 de diciembre: Recibimiento del Año Nuevo.

## Religión

### Patrono
San Nicolás de Bari, fue un hombre que nació cerca del año 270 D.C en Turquía y que emprendió viaje a Europa e iniciar una gran labor católica como sacerdote que le hizo famoso tanto en el Viejo Mundo donde falleció en 342 D.C, como el nuevo mundo.
La imagen del San Nicolás llegó a Porlamar con el naufragio de un barco cuyos navegantes eran de la ciudad italiana de Bari, quienes en son de agradecimiento a la tierra que lo salvo, decidieron dejar a su santo para que le brindara protección a los marineros, a los comerciantes, los prisioneros y los enfermos de la isla de Margarita en donde en 1676 fue declarado Patrono de Porlamar.

### Iglesias
1. Iglesia San Nicólas de Bari, Centro de Porlamar
2. Iglesia de Jesucristo de los Santos de los Últimos Días , Calle Guilarte.
3. Iglesia Sector El Poblado.
4. Iglesia Sector Palguarime.
5. Iglesia San Isidro Labrador, Sector Conejero.
6. Iglesia Virgen del Carmen, Sector Genovés.
7. Iglesia Sagrado Corazón de Jesús, Sector Costa Azul.
8. Iglesia Nuestra Señora de Fátima, Sector La Arboleda.
9. Iglesia Nuestra Epifanía del Señor, Calle Cedeño Porlamar.
10. Centro Cristiano Casa de Alabanza, Av. Aeropuerto viejo diagonal Cpo. de Bomberos
11. Capilla de la Santa Cruz, Sector Cruz Grande.
12. Iglesia Santísima Trinidad (Los cocos)

## Deportes

### Beisbol
Esta presente el estadio Francisco Fajardo.

### Futbol
El municipio cuenta con el equipo Atlético Bella Vista FC, quien en diciembre de 2023, logró ganar la Copa Navideña de Fútbol Nueva Esparta Ejemplar.También cuenta con el estadio de Bella Vista.

## Medios de comunicación

### Prensa
- Diario El Sol de Margarita
- Diario La Hora
- Diario El Caribazo
- Diario El Caribe

### Personas destacadas
Mario Salazar, P. C. Vásquez y Vásquez, Ramón Vásquez Brito, Omar Carreño, Monseñor Dr. Crispulo Benítez Fontúrvel, Francisco Narváez, Civil Abouhamad Hobaica, Luis Felipe Hernández, Oscar Navarro, Luis Torrealba Narváez, Carmen Gómez Rodríguez, Napoleón Narváez, Eduardo A. Ortega, Toufick C. Abouhamad, Plutarco García Guevara, Albertino Campos, José Augusto D León, Antonio María Martínez, Julián Paubliní Rivas, Miguel Hadgialy Divo, Narciso Campo, Ángel Félix Gómez Rodríguez, Aníbal Martínez, Benigno Campos, Luis Ortega, Joel Valencia Parpacén, José María Bermúdez, los Hermanos Ortega, José Asunción Rodríguez, Francisco Carreño, Inocente Carreño y Domingo Torcat.

## Política y gobierno

### Alcaldes
Fuente: Consejo Nacional Electoral
| Período     | Alcalde               | Partido político / Alianza | % de votos | Notas |
| ----------- | --------------------- | -------------------------- | ---------- | --- |
| 1989 - 1992 | Luis Longart Guerra   | MAS                        | 39,19      | Primer alcalde bajo elecciones directas |
| 1992 - 1995 | Pedro José Velásquez  | AD                         | 34,12      | Segundo alcalde bajo elecciones directas |
| 1995 - 1998 | Pedro José Velásquez  | AD                         | -          | Reelecto |
| 1998 - 2000 | Eligio Hernández      | AD                         | -          | (Alcalde encargado) (se realizaron elecciones generales adelantadas en el 2000 debido a la aprobación de la Constitución de 1999)                                       |
| 2000 - 2004 | Eligio Hernández      | AD                         | 31,46      | Tercer alcalde bajo elecciones directas |
| 2004 - 2008 | Eligio Hernández      | AD                         | 37,08      | Reelecto |
| 2008 - 2013 | Alfredo Díaz          | AD                         | 47,80      | Cuarto alcalde bajo elecciones directas (se postergan 1 año las elecciones municipales pautadas para finales de 2012)                                                   |
| 2013 - 2017 | Alfredo Díaz          | AD MUD                     | 54,35      | Reelecto |
| 2017        | José Gregorio Gómez   | AD MUD                     | -          | (Alcalde Encargado). Designado por el Concejo Municipal. |
| 2017 - 2021 | Francisco González    | PSUV                       | 54,45      | Quinto alcalde bajo elecciones directas |
| 2021        | Guillermina Carreño   | PSUV                       | -          | (Alcaldesa Encargada). Designada por el Concejo Municipal, tras la renuncia del alcalde Francisco González.                                                             |
| 2021 - 2025 | José Antonio González | FV                         | 45,34      | Sexto alcalde bajo elecciones directas. Es militante del partido Fuerza Vecinal ante el CNE, sin embargo el partido con el que obtuvo mas votos fue Acción Democrática. |

### Concejo Municipal
Período 1989 - 1992
| Concejales:               | Partido político / Alianza |
| ------------------------- | -------------------------- |
| Pedro José Velázquez      | AD                         |
| Celina Valdés de Aguilera | AD                         |
| Carlos Rodríguez          | AD                         |
| Jesús Fernández           | AD                         |
| José Salazar              | AD                         |
| Aljadis Dubén             | COPEI                      |
| Daniel Rodríguez          | COPEI                      |
| Jesús Rafael Gamboa       | COPEI                      |
| Jesús León                | MAS                        |

Período 1992 - 1995
| Concejales:            | Partido político / Alianza |
| ---------------------- | -------------------------- |
| Jesús Rafael Gamboa    | COPEI                      |
| Daniel Rodríguez       | COPEI                      |
| Saturnino Rojas        | COPEI                      |
| Antonio Brito Martínez | COPEI                      |
| Carlos Rodríguez       | AD                         |
| Modesto Gómez          | AD                         |
| Jesús Fernández        | MONCHO                     |
| Ricardo González       | MONCHO                     |
| Pablo Fernández        | MAS                        |

Período 1995 - 2000
| Concejales:            | Partido político / Alianza |
| ---------------------- | -------------------------- |
| Hernan José Gónzalez   | AD                         |
| Cruz Ramón Bermúdez    | AD                         |
| Carmen Salazar         | AD                         |
| Alfredo Díaz           | AD                         |
| Jesus Rafael Gamboa    | COPEI                      |
| Antonio Brito Martínez | COPEI                      |
| Saturnino Rojas        | COPEI                      |
| Jesus Fernández        | MONCHO                     |
| José Alfonzo Salazar   | MONCHO                     |

Período 2000 - 2005
| Concejales:       | Partido político / Alianza |
| ----------------- | -------------------------- |
| Carlos Rodríguez  | MVR                        |
| Jesus Carnoda     | MVR                        |
| Emilio Rodriguez  | MVR                        |
| Moraima Fuentes   | AD                         |
| Alfredo Díaz      | AD                         |
| Giovanny Gonzalez | COPEI                      |
| Jesus Fernández   | MONCHO                     |

Período 2005 - 2013
| Concejales:            | Partido político / Alianza |
| ---------------------- | -------------------------- |
| Jose Gregorio Gomez    | AD                         |
| Maria Eugenia Bellorin | AD                         |
| Alfredo Díaz           | AD                         |
| Pablo Reyes            | COPEI                      |
| Jesus León             | COPEI                      |
| Jesus Fernández        | COPEI                      |
| Yailin Vergara         | MVR                        |

Período 2013 - 2018:
| Concejales          | Partido político / Alianza |
| ------------------- | -------------------------- |
| Alexis Pereira      | MUD                        |
| Alexandro Aguiar    | MUD                        |
| Franklin Sánchez    | MUD                        |
| Oscar Carreño       | MUD                        |
| José Gregorio Gómez | MUD                        |
| José Lorenzo        | MUD                        |
| Juan Bautista Mata  | MUD                        |
| Pablo Reyes         | MUD                        |
| Porfirio Escalona   | PSUV                       |

Periodo 2018 - 2021
| Concejales          | Partido político / Alianza |
| ------------------- | -------------------------- |
| Rut López           | PSUV                       |
| Cesar León          | PSUV                       |
| Antonieta Mata      | PSUV                       |
| Alfredo Frontado    | PSUV                       |
| Jessika Marin       | PSUV                       |
| Jhon Villarroel     | PSUV                       |
| Willian León        | PSUV                       |
| Porfirio Escalona   | PSUV                       |
| Guillermina Carreño | PSUV                       |

Período 2021 - 2025
| Concejales         | Partido político / Alianza |
| ------------------ | -------------------------- |
| Carlos Ybarra      | AD                         |
| Enrique Zabala     | ELCAMBIO                   |
| Ana Machado        | AD                         |
| Zorangel Lista     | AD                         |
| Javier Moy         | AD                         |
| Erick Ramírez      | PSUV                       |
| Rut López          | PSUV                       |
| Ignacio Suárez     | FV                         |
| Juan Bautista Mata | MUD                        |

## Bibiliografía
*Revista Margarita en tus Manos, Nancy Lozano Ylas.